# Tajvani bozótposzáta
A tajvani bozótposzáta (Locustella alishanensis) a madarak (Aves) osztályának a verébalakúak (Passeriformes) rendjébe, ezen belül a tücsökmadárfélék (Locustellidae) családjába tartozó faj.

## Rendszertani eltérés
Korábban a Bradypterus madárnembe sorolták, de az újabb átrendszerezések során a tajvani bozótposzátát és közeli rokonait kivették onnan.

## Előfordulása
A tajvani bozótposzáta előfordulási területe a Kínai Köztársaság. Ennek a szigetországnak az egyik endemikus madara. Becslések szerint 12 600 négyzetkilométeres az elterjedési területe.

## Életmódja
A természetes élőhelye a trópusi és szubtrópusi magashegyi legelők, 1200-3000 méteres tengerszint fölötti magasságok között. Habár ezidáig még nem mérték fel az állománynagyságát, úgy tűnik, hogy a tajvani bozótposzáta gyakori madárfaj. A költőpárokat 10 000-100 000 közöttire becsülik.

## Fordítás
- Ez a szócikk részben vagy egészben  a   Taiwan bush warbler című angol Wikipédia-szócikk ezen változatának fordításán alapul.  Az eredeti cikk szerkesztőit annak laptörténete sorolja fel. Ez a jelzés csupán a megfogalmazás eredetét és a szerzői jogokat jelzi, nem szolgál a cikkben szereplő információk forrásmegjelöléseként.